# Papiro 95

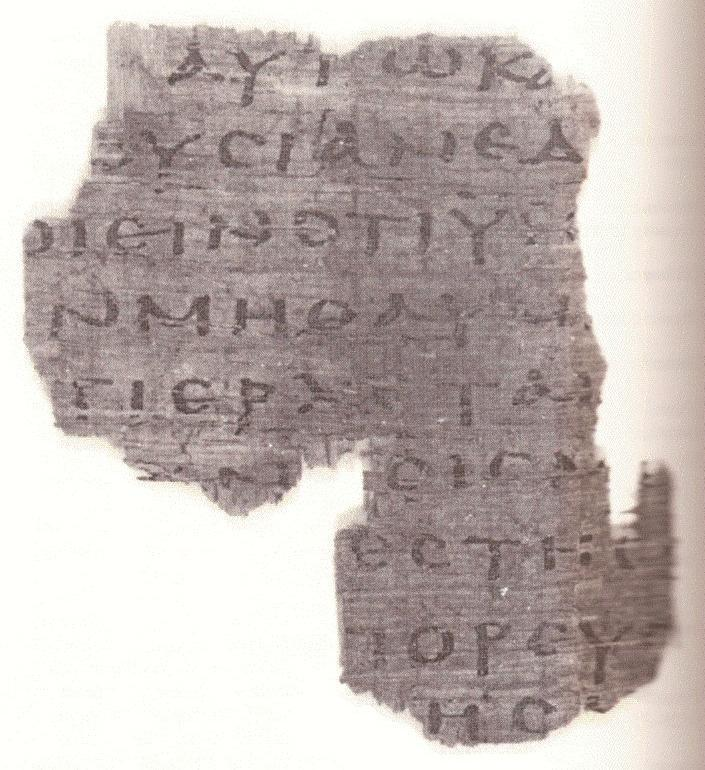
Papiro 95.

El Papiro 95 (en la numeración Gregory-Aland) designado como {\displaystyle {\mathfrak {P}}}95, es una copia antigua de una parte del Nuevo Testamento en griego. Es un manuscrito en papiro del Evangelio de Juan y contiene la parte de Juan 5:26-29,36-38. Ha sido asignado paleográficamente al siglo III.
El texto griego de este códice es un representante del Tipo textual alejandrino, también conocido neutral o egipcio. Aún no ha sido relacionado con una Categoría de los manuscritos del Nuevo Testamento.
Este documento se encuentra en la Biblioteca Laurenciana (PL II/31), en Florencia.

## Lectura recomendada
- Jean Lenaerts, Un papyrus de l’Évangile de Jean : PL II/31, Chronique d’ Egypte 60 (Brussels: 1985), pp. 117–120.
- Comfort, Philip W.; David P. Barrett (2001). The Text of the Earliest New Testament Greek Manuscripts. Wheaton, Illinois: Tyndale House Publishers. pp. 627-628. ISBN 978-0-8423-5265-9.